# 3086 Kalbaugh
3086 Kalbaugh è un asteroide della fascia principale. Scoperto nel 1980, presenta un'orbita caratterizzata da un semiasse maggiore pari a 1,9357751 UA e da un'eccentricità di 0,0265685, inclinata di 19,00432° rispetto all'eclittica.
L'asteroide è stato dedicato a Carroll Kalbaugh Liller, padre dell'astronomo William Liller, dietro suggerimento da parte del figlio allo scopritore.